# Sørkjosen
Sørkjosen (nordsamisch Reaššegeahči, kvenisch Rässikäinen) ist eine Ortschaft in der norwegischen Kommune Nordreisa in der Provinz (Fylke) Troms. Der Ort hat 824 Einwohner (Stand: 1. Januar 2024).

## Geografie
Sørkjosen ist ein sogenannter Tettsted, also eine Ansiedlung, die für statistische Zwecke als eine städtische Siedlung gewertet wird. Der Ort liegt am inneren Ende des Reisafjords, einem südlichen Arm des Kvænangen-Fjords. Etwas östlich der Ortschaft mündet die Reisaelva in den Reisafjord. Der Ort Storslett, das Verwaltungszentrum der Kommune Nordreisa, befindet sich etwa fünf Kilometer östlich von Sørkjosen.

## Verkehr
Sørkjosen liegt an der Europastraße 6 (E6). Die E6 führt etwas nordwestlich der Ortschaft durch den Sørkjostunnel. Dieser wurde im Februar 2018 eröffnet. Bevor der Tunnel mit einer Länge von 4,6 Kilometern eröffnet wurde, führte die E6 über die Berge im Westen der Ortschaft, was insbesondere bei winterlichen Verhältnissen zu Problemen führte. Der Tunnel verkürzte die Strecke um 1,7 Kilometer. Im Mai 2015 kam es zu einem Erdrutsch, aufgrund dessen die E6 für mehrere Tage gesperrt werden musste. Die Umleitung führte in dieser Zeit über Finnland.
In Sørkjosen befindet sich der Flughafen Sørkjosen.

## Wirtschaft
Für die lokale Wirtschaft ist insbesondere der Hafen als Ausgangspunkt für die Fischerei sowie die Lebensmittelindustrie von Bedeutung.

## Name
Der norwegische Ortsname setzt sich aus „sør-“ (deutsch „Süd-“) und dem altnordischen Wort „kjóss“ (deutsch Bucht) zusammen.